# Paris-Nord
Paris-Nord (česky doslovně Paříž sever) nebo zkráceně Gare du Nord je nejrušnější železniční stanice v Paříži, denně je zde odbaveno půl miliónu cestujících. Se svými 190 milióny cestujících ročně (2008) je zároveň největší nádraží v Evropě a třetí na světě. Hlavová stanice se nachází v 10. obvodu na Place Napoléon III. Architektem nádražní budovy, která je zapsaná na seznam historických památek, je Jakob Ignaz Hittorff.

## Historie
Předchůdcem dnešního Gare du Nord bylo Belgické nádraží otevřené 20. června 1846 pro společnost Chemin de Fer du Nord, kterou řídil Léonce Reynaud, profesor architektury na École Polytechnique v Paříži. Byl rovněž zahájen provoz na lince Paříž-Amiens-Lille. Nádraží ovšem brzy nedostačovalo vzrůstající železniční dopravě. Proto bylo v roce 1857 rozhodnuto postavit nádraží, které mělo být třikrát tak velké. Současně s tím měla proběhnout modernizace veškerého okolí nádraží. Budova byla částečně zbořena v roce 1860 a průčelí původního nádraží bylo přeneseno a umístěno v Lille. Prezident společnosti Chemin de Fer du Nord, James Mayer de Rothschild pověřil stavbou francouzského architekta Jacquesa Ignace Hittorffa (1792–1867), jehož spolupracovníkem byl německý architekt Heinrich Koehler (1830–1903). Stavební práce začaly v květnu 1861 a trvaly do prosince 1865, ovšem nové nádraží uvedeno do provozu už v roce 1864. I rozšířené nádraží však kapacitně přestalo dostačovat, proto roku 1884 přibylo pět dalších nástupišť. Interiér budovy byl kompletně přestavěn v roce 1889 a na východní straně vznikla část pro předměstské železniční linky.
21. dubna 1908 byla otevřena podzemní stanice metra Gare du Nord
jako součást prvního úseku linky 4 mezi stanicemi Porte de Clignancourt a Châtelet. Později byla tato stanice přestavěna tak, aby se zde mohla napojit i linka 5. K tomu došlo až 6. října 1942, kdy bylo otevřeno zdejší nástupiště a hned 12. října odtud linka 5 dále pokračovala do stanice Église de Pantin.
Od 70. let 20. století probíhala výstavba sítě RER, na kterou bylo napojeno i Gare du Nord. Byla vybudována podzemní nástupiště, která byla uvedena postupně do provozu 14. prosince 1980 a 18. července 1982.
Další rozsáhlá přestavba proběhla souběžně s výstavbou vysokorychlostní trati LGV Nord. Po zprovoznění zejména Eurotunelu došlo k nárůstu počtu cestujících. Mimo jiné bylo pod nádražím vybudováno podzemní parkoviště pro 1300 aut.

## Architektura
Nádražní budova byla postavena podle návrhu architekta Jacquese Ignace Hittorffa. Průčelí bylo navrženo ve formě vítězného oblouku a délka kamenné fasády je 180 m. Je zdobené 23 alegorickými sochami, které představují města, do kterých společnost vypravovaly vlaky. Nejhonosnější sochy, které se nacházejí na vrcholu stavby, představují významné dopravní uzly (Paříž, Londýn, Berlín, Varšava, Amsterdam, Vídeň, Brusel), zatímco francouzská města představují menší sochy na průčelí. Budova má půdorys ve tvaru písmene U. Hlavní podpůrná traverza z litiny a podpůrné pilíře uvnitř budovy byly vyrobeny ve Skotsku, kde se nacházela jediná slévárna schopná vyrobit takto velké odlitky. Střecha se skládá z kovové konstrukce.
Od zavedení vlaků Eurostar v roce 1994 platí nové rozdělení nástupišť:
- Nástupiště 1 a 2: služební nástupiště, pro veřejnost uzavřená
- Nástupiště 3 až 6: konečná zastávka Eurostaru z Londýna
- Nástupiště 7 a 8: vlaky Thalys do Belgie, Nizozemska a Německa
- Nástupiště 9 až 29: TGV Nord, vlaky hlavních linek a Picard TER
- Nástupiště 30 až 40: předměstské spoje Transilien
- Nástupiště 41 až 44: suterénní nástupiště pro spoje RER

## Spojení

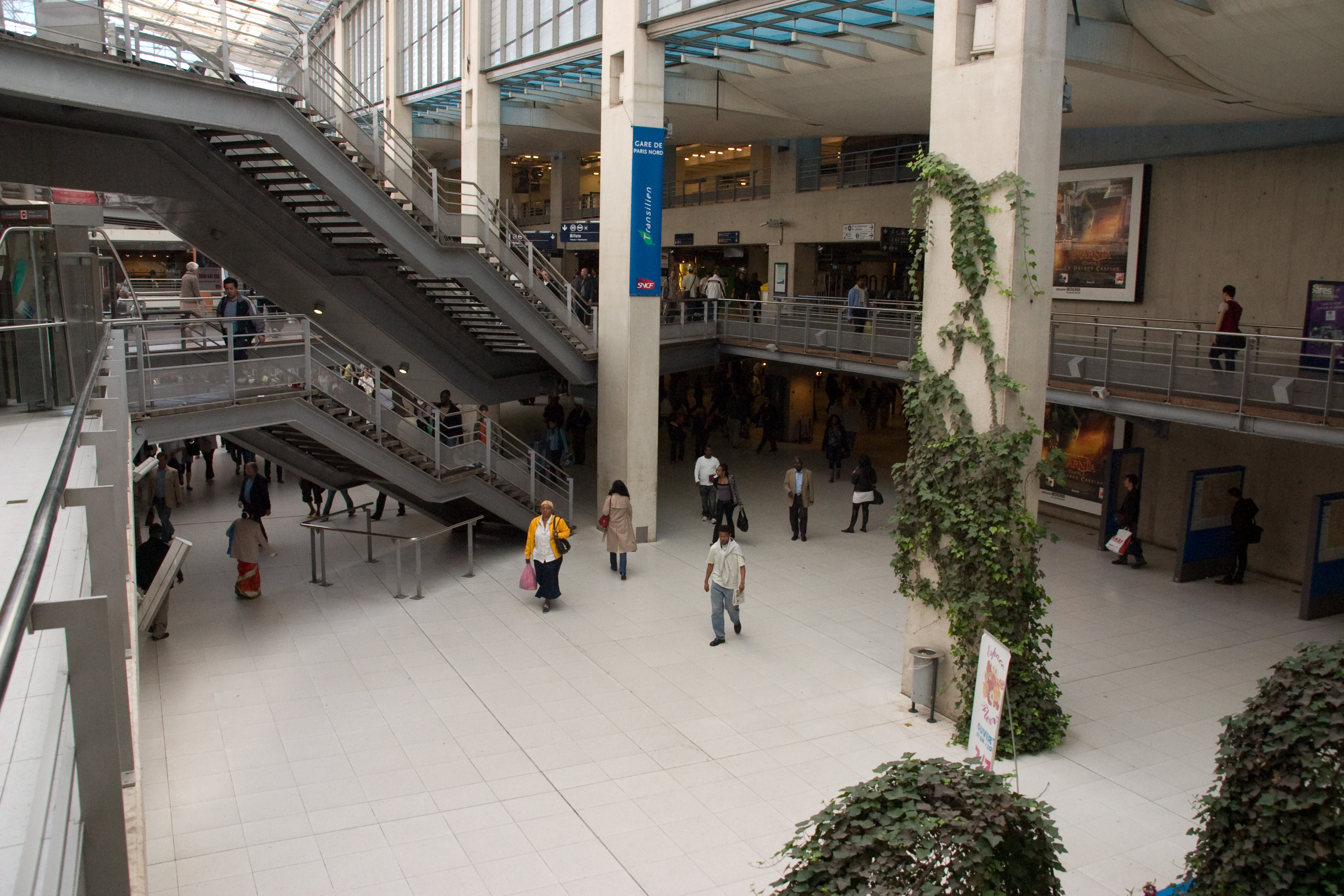
Interiér nové přístavby

Jak název napovídá, z této stanice tradičně vyjíždějí vlaky do severní části Francie a do Belgie a Nizozemska (od roku 1996 soupravy Thalys), do severního Německa a Skandinávie. Od roku 1994 je na nádraží terminál Eurostar a je prostřednictvím Eurotunelu spojeno s Ashfordem (Kent) a londýnským nádražím St Pancras ve Velké Británii.
Nádraží je výchozím bodem také v regionální dopravě. Vyjíždějí odtud linky Transilien H a K ve směru Beauvais, Compiègne, Crépy-en-Valois a Pontoise.
V podzemí stanici zastavují linky RER B a RER D. Odtud je rovněž možné podzemním spojovacím tunelem přestoupit i na linku RER E na nádraží Magenta.
Podzemní stanice metra Gare du Nord slouží linkám 4 a 5 pařížského metra.

## Zajímavosti
- Na fasádě jsou mezi stanicemi uvedena města Francfort a Amsterdam, ačkoliv vlaky do Frankfurtu a Amsterdamu vyjíždějí ze sousedního Východního nádraží.
- Nádraží se vyskytlo v mnoha filmech jako např. Agent bez minulosti, Amélie z Montmartru, Prostě spolu, Prázdniny pana Beana nebo Erasmus 2. Nádraží je též zmiňováno v knize Šifra mistra Leonarda od Dana Browna.